# Чемпионат Европы по лёгкой атлетике в помещении 1982 — толкание ядра (женщины)
Соревнования по толканию ядра у женщин на чемпионате Европы по лёгкой атлетике в помещении в Милане прошли 6 марта 1982 года во Дворце спорта «Сан-Сиро».
Действующей зимней чемпионкой Европы в толкании ядра являлась Илона Слупянек из ГДР.

## Рекорды
До начала соревнований действующими были следующие рекорды в помещении.
| Высшее мировое достижение        | Гелена Фибингерова (Чехословакия) | 22,50 м | Яблонец-над-Нисоу, Чехословакия | 19 февраля 1977 |
| Рекорд Европы                    | Гелена Фибингерова (Чехословакия) | 22,50 м | Яблонец-над-Нисоу, Чехословакия | 19 февраля 1977 |
| Рекорд чемпионатов Европы        | Гелена Фибингерова (Чехословакия) | 21,46 м | Сан-Себастьян, Испания          | 13 марта 1977   |
| Лучший результат сезона в мире   | Вержиния Веселинова (Болгария)    | 20,74 м | София, Болгария                 | 21 февраля 1982 |
| Лучший результат сезона в Европе | Вержиния Веселинова (Болгария)    | 20,74 м | София, Болгария                 | 21 февраля 1982 |

## Расписание
| Дата         | Раунд соревнований |
| ------------ | ------------------ |
| 6 марта 1982 | Финал              |

Время местное (UTC+2)

## Медалисты
| Золото                       | Серебро                         | Бронза                 |
| Вержиния Веселинова Болгария | Гелена Фибингерова Чехословакия | Наталья Лисовская СССР |

## Результаты
Обозначения: WB — Высшее мировое достижение | ER — Рекорд Европы | CR — Рекорд чемпионатов Европы | NR — Национальный рекорд | WL — Лучший результат сезона в мире | EL — Лучший результат сезона в Европе | PB — Личный рекорд | SB — Лучший результат в сезоне | DNS — Не вышла в сектор | NM — Без результата | DQ — Дисквалифицирована

Основные соревнования в толкании ядра у женщин прошли 6 марта 1982 года. Медали разыграли 7 спортсменок. Вержиния Веселинова стала второй толкательницей ядра из Болгарии, выигравшей зимний чемпионат Европы (после Иванки Христовой в 1976 году).
| Место | Атлет               | Гражданство  | Результат | Примечания |
| ----- | ------------------- | ------------ | --------- | ---------- |
| 1     | Вержиния Веселинова | Болгария     | 20,19 м   |            |
| 2     | Гелена Фибингерова  | Чехословакия | 19,24 м   |            |
| 3     | Наталья Лисовская   | СССР         | 18,50 м   |            |
| 4     | Султана Саруди      | Греция       | 17,52 м   |            |
| 5     | Симона Креантор     | Франция      | 16,79 м   | PB         |
| 6     | Леон Бертимон       | Франция      | 16,33 м   |            |
| 7     | Биргит Печ          | ФРГ          | 16,31 м   |            |